# Agrilus invectus
Agrilus invectus é uma espécie de inseto do género Agrilus, família Buprestidae, ordem Coleoptera.
Foi descrita cientificamente por Curletti & Dutto, em 1999.